# Mark Whittow
Mark Whittow (Reino Unido, agosto de 1957-Oxford, Reino Unido, 23 de diciembre de 2017) fue un arqueólogo, historiador medieval y profesor universitario británico. 

## Biografía
Fue nombrado doctor en estudios bizantinos por el Corpus Christi College de la Universidad de Oxford y en 2009, fue nombrado profesor universitario de la misma especialidad en dicha universidad
Falleció el 23 de diciembre de 2017 en un accidente automovilístico en la autopista M40 de Oxfordshire, en Reino Unido.
En noviembre de 2017, fue nombrado como el próximo rector de Oriel College en Oxford, cargo que hubiera debido asumir en septiembre de 2018.

## Publicaciones

### Libros
- The Making of Orthodox Byzantium, 600-1025. Macmillan, 1996. ISBN 978-0333496015.
- The Making of Byzantium, 600-1025. University of California Press, 1996. ISBN 0-520-20496-4.

### Otras publicaciones
- Social and political structures in the Maeander region of western Asia Minor on the eve of the Turkish invasion. University of Oxford, 1988. Tesis doctoral.
- "Early Medieval Byzantium and the End of the Ancient World", en Journal of Agrarian Change, Vol. 9 (2009).
- "The Middle Byzantine Economy", en The Cambridge History of the Byzantine Empire, Cambridge, 2009.
- "The Late Roman/Early Byzantine Near East", en The New Cambridge History of Islam, Cambridge, 2010.

## Vida personal
Whittow estuvo casado con Helen Malcom, una consejera de la reina y juez de la suprema corte.
Falleció en un accidente automovilístico en Oxfordshire en la noche del 23 de diciembre de 2017 a la edad de 60 años.